# Hydraena petila
Hydraena petila är en skalbaggsart som beskrevs av Perkins 1980. Hydraena petila ingår i släktet Hydraena och familjen vattenbrynsbaggar. Inga underarter finns listade i Catalogue of Life.